# Timken Company
Timken Company este o companie producătoare de rulmenți din Statele Unite.
Compania are la nivel mondial 28.000 de angajați și unități de producție în 29 de țări.

## Timken Company în România
Compania este prezentă în România din 1997, când a preluat de la Fondul Proprietății de Stat - 70% din acțiunile firmei Rulmenți Grei Ploiești, pentru aproximativ 40 milioane dolari.
Timken, care mai deține la Ploiești și un centru tehnic, avea în 2008, circa 1.000 de angajați și afaceri de 86 milioane euro.